# ATECO
La classificazione delle attività economiche ATECO (ATtività ECOnomiche) è una tipologia di classificazione adottata dall'Istituto nazionale di statistica italiano (ISTAT) per le rilevazioni statistiche nazionali di carattere economico.
È la traduzione italiana della nomenclatura delle attività economiche (NACE) creata dall'Eurostat, adattata dall'ISTAT alle caratteristiche specifiche del sistema economico italiano. 
A partire dal 1° gennaio 2022 l’Istat predispone la nuova classificazione delle attività economiche ATECO 2007 aggiornamento 2022 per la produzione e la divulgazione di dati statistici a Tenuto conto dell’utilizzo sempre più frequente dell’Ateco anche per motivi non statistici e sulla spinta dell’attività di revisione internazionale (Isic e Nace), nel corso del 2020 l’Istat ha avviato e implementato un processo di aggiornamento periodico della classificazione ATECO per soddisfare con maggiore tempestività le richieste di modifica provenienti dai principali stakeholder. Il primo aggiornamento della classificazione delle attività economiche (ATECO 2007 aggiornamento 2021) è stato adottato a partire dal 1° gennaio 2022, iniziando quindi un percorso di revisione costante previsto in futuro. 
Al 2024 è in uso la versione ATECO 2007 aggiornamento 2021, che aggiorna alcuni codici rispetto alla versione in vigore dal 1º gennaio 2008, la quale a sua volta sostituisce la precedente ATECO 2002, adottata nel 2002 ad aggiornamento della ATECO 1991.
A Maggio 2025 i codici ATECO hanno avuto una nuova riclassificazione.

## Descrizione
Si tratta di una classificazione alfa-numerica con diversi gradi di dettaglio: le lettere indicano il macro-settore di attività economica, mentre i numeri (che vanno da due fino a sei cifre) rappresentano, con diversi gradi di dettaglio, le articolazioni e le disaggregazioni dei settori stessi. Le varie attività economiche sono raggruppate, dal generale al particolare, in sezioni (codifica: 1 lettera), divisioni (2 cifre), gruppi (3 cifre), classi (4 cifre), categorie (5 cifre) e sottocategorie (6 cifre).
Ciascun codice numerico incorpora i precedenti. Ad esempio:
- sezione C: attività manifatturiere;
  - divisione 14: confezioni di articoli di abbigliamento;
    - gruppo 14.1: confezioni di articoli di abbigliamento esclusi gli articoli in pelliccia;
      - classe 14.19: confezioni di articoli ed accessori diversi da abbigliamento in pelle, indumenti da lavoro, altro abbigliamento esterno e biancheria intima;
        - categoria 14.19.2: abbigliamento sportivo e indumenti particolari;
          - sottocategoria 14.19.29: produzione di indumenti per neonati, tute sportive, completi da sci, costumi da bagno e simili.

Tale classificazione è valida a partire dal 2008 anche per le comunicazioni e le dichiarazioni all'Agenzia delle Entrate in sostituzione della precedente ATECOFIN 2004.
La precedente classificazione ATECO 2002 si sviluppava in cinque livelli di dettaglio: sezioni (codifica: 1 lettera), sottosezioni (due lettere), divisioni (2 cifre), gruppi (3 cifre), classi (4 cifre) e categorie (5 cifre)
Fra il 1911 e il 1991 sono stati condotti dall'ISTAT un totale di otto censimenti industriali. Nel 1987 venne pubblicata una tabella di raccordo fra l'Ateco del 1951 e i censimenti eseguiti prima delle due guerre mondiali (nel 1911, 1927 e 1937) che permise di definire l'occupazione e la potenza industriale per settore nel corso del XX secolo.